# Пулау-Серінгат

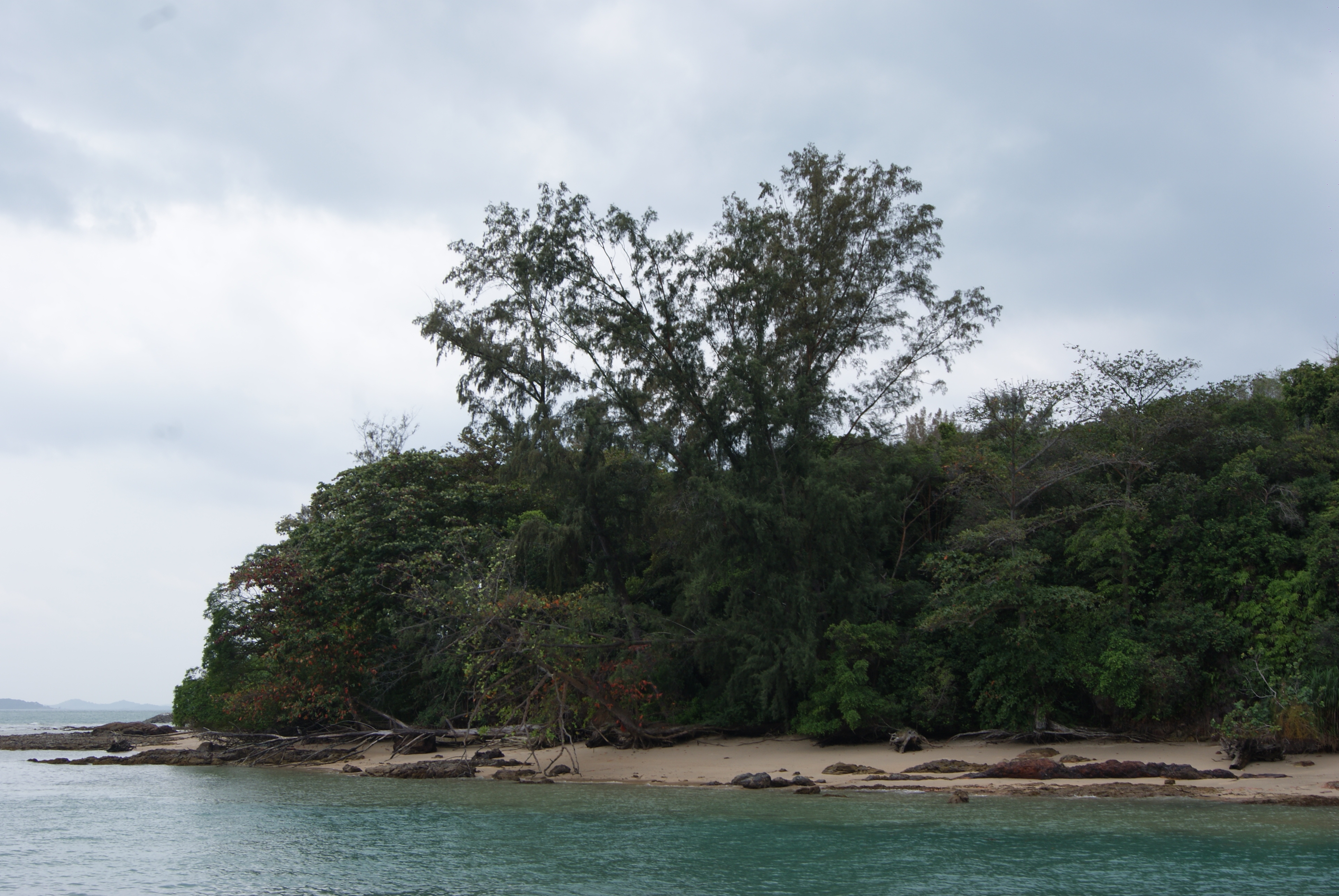
Пулау Серінгат, сфотографований у лютому 2011 року

Пулау Серінгат — острів біля південного узбережжя Сінгапуру та частина Південних островів. Він має 800-метрову ділянку пляжу. Тисячі кубічних метрів піску були завезені з Індонезії для створення пляжу. Також було висаджено 1000 дорослих кокосових пальм.